# Мошонов, Мони
Шломо (Мони) Мошонов (ивр. שלמה (מוני) מושונוב‎; род. 18 августа 1951, Рамла) — израильский комический актёр театра и кино, режиссёр, сценарист и телеведущий. Мошонов, выступавший в ведущих израильских театрах (в том числе «Камери» и «Габима»), на протяжении 21 года был ведущим популярной развлекательной телепрограммы «Зеу-зе!». В 2001 году завоевал приз Израильской киноакадемии «Офир» за лучшее исполнение второстепенной мужской роли, в 2005 году — приз Израильской академии телевидения как лучший актёр комедийного сериала, дважды удостаивался приза имени Хадас и Рафаэля Клячкиных — в 1999 году как актёр и в 2001 году как режиссёр.

## Биография
Шломо Мошонов родился и вырос в Рамле в семье выходцев из Болгарии. Окончил театральное отделение Тель-Авивского университета, где его учительницей была Ноа Чилтон.
С 1973 по 1978 год Мошонов играл в Хайфском городском театре. В дальнейшем сотрудничал как актёр с театрами «Камери», «Габима», «Бейт-Лисин», театральной труппой «Неве-Цедек». В кино дебютировал в 1977 году в фильме «Марш-бросок на носилках»; его исполнение было положительно оценено рецензентом газеты «Давар» Зеэвом Рав-Нофом, одновременно раскритиковавшим исполнителя главной роли Гиди Гова.
В 1978 году Мошонова и Шломо Барабу пригласили вести на учебном телевидении Израиля развлекательную программу «Зеу зе!» («Вот так!»). После серьёзной, трагичной роли Вайсмана в «Марш-броске» Мошонов почти полностью переключился в этой программе на амплуа комика, а сама она, обретя популярность и у взрослой аудитории, выходила на израильские экраны больше двадцати лет. К серьёзным ролям он вернулся только к началу XXI века, сыграв в фильмах Довера Косашвили «Поздняя свадьба» и «Небесный дар». В обоих фильмах его персонажами стали немолодые, властные грузинские евреи, главы семейств. За роль в «Поздней свадьбе» Мошонов был удостоен приза Израильской киноакадемии «Офир», на которую в 2000-е годы номинировался ещё четыре раза. В нескольких театральных и кинематографических ролях (в частности, в спектакле «Полицейский Азулай» и фильме «В дороге к кошкам») Мошонов предлагает новое прочтение классических исполнительских работ знаменитого израильского комика Шайке Офира, имя которого носит премия Израильской киноакадемии. Он также неоднократно играл в зарубежных фильмах, в том числе в двух лентах американского режиссёра Джеймса Грэя и в болгарском фильме «Болгарская рапсодия», выдвигавшемся на «Оскар» от этой страны.
В новом веке Мошонов также проявил себя как режиссёр. Его первая постановка в театре «Габима» по пьесе Ионеско «Стулья» была хорошо принята критиками и зрителями, выдержав 150 спектаклей, но «Романтика» по произведению Дэвида Мэмета была встречена отрицательно из-за ненормативной лексики и быстро снята со сцены. В театре «Камери» Мошонов поставил «Слугу двух господ» Карло Гольдони, эта постановка стала хитом. В 2012 году Мошонов поставил на сцене «Камери» пьесу израильского классика Ханоха Левина «Поппер», а вместе с Лилиан Барто (вдовой Левина) и актёром Дрором Кереном осуществил независимую постановку кабаре-шоу по мотивам произведений Левина «Ой, Элиас, Элиас», выдержавшую свыше 250 представлений в различных театрах Израиля. Уже в 2001 году режиссёрская работа Мошонова была удостоена Приза имени Хадас и Рафаэля Клячкиных, присуждаемого Культурным фондом «Израиль-Америка».
Мошонов женат на актрисе Сандре Саде, с которой познакомился в годы её выступлений в армейском ансамбле. У Мони и Сандры двое детей — оперное сопрано Альма (солистка Дюссельдорфской оперы) и сын Михаэль, двукратный лауреат премии «Офир».

## Фильмография
| Год         |     | Русское название                | Оригинальное название       | Роль            |
| ----------- | --- | ------------------------------- | --------------------------- | --------------- |
| 1977        | ф   | Марш-бросок на носилках         | מסע אלונקות                 | Вайсман         |
| 1986        | ф   | Мы всегда говорим «до свидания» | Every Time We Say Goodbye   | Нисим           |
| 1987        | ф   | Последний срок                  | עד לאזור לחימה/Deadline     |                 |
| 1992        | ф   | Кабель                          | כבלים                       |                 |
| 1997        | кор | Душ                             | המקלחת                      |                 |
| 2000        | ф   | Бесаме мучо                     | בסמה מוצ'ו                  |                 |
| 2001        | ф   | Поздняя женитьба                | חתונה מאוחרת                | Яша             |
| 2002        | ф   | Кедма                           | קדמה                        | Клибанов        |
| 2003        | ф   | Небесный дар                    | מתנה משמיים                 | Георгий         |
| 2004        | ф   | Нулевой год                     | שנת אפס                     | Эдди            |
| 2004—2009   | с   | Кцарим (Скетчи)                 | קצרים                       |                 |
| 2006        | ф   | Всепрощение                     | מחילות                      | Мусельман       |
| 2006        | ф   | Танцевать                       | לרקוד                       | Отец Дебби      |
| 2007        | ф   | Хозяева ночи                    | We Own The Night            | Марат Бужаев    |
| 2008        | ф   | Любовники                       | Two Lovers                  | Рубен Крэдайтор |
| 2009        | ф   | Яффа                            | כלת הים                     | Реувен Вольф    |
| 2009        | ф   | В дороге к кошкам               | בדרך אל החתולים             | Шауль Коэн      |
| 2009        | ф   | Ультиматум                      | Ultimatum                   | Таксист         |
| 2012—2015   | с   | Ячейка Гординых                 | תא גורדין                   | Петер Йом-Тов   |
| 2013        | ф   | Охота на слонов                 | לצוד פילים                  | Ник             |
| 2013        | ф   | Странный ход событий            | Le Cours étrange des choses | Шимон           |
| 2013        | ф   | Виджай и я                      | Vijay and I                 | Короковски      |
| 2013        | ф   | Дюна                            | La Dune                     | Фогель          |
| 2013        | ф   | Конфеты                         | סוכריות                     | Ули             |
| 2014        | ф   | Болгарская рапсодия             | Пътят към Коста дел Маресме | Моиз            |
| 2014—н. вр. | с   | Евреи идут                      | היהודים באים                |                 |

## Награды и номинации
Награды
- 1999 — Приз имени Хадас и Рафаэля Клячкиных, номинация «Актёр»[1]
- 2001 — «Офир» (премия Израильской академии кино) в номинации «Лучшее исполнение второстепенной мужской роли» («Поздняя свадьба»)[6]
- 2001 — Приз имени Хадас и Рафаэля Клячкиных, номинация «Режиссёр»[1]
- 2002 — Приз «Мифаль ха-Пайс» им. Ландау, номинация «Театр»[10]
- 2005 — Премия Израильской академии телевидения, номинация «Лучший актёр комедийного сериала» («Кцарим»)[11]

Номинации
- 2000 — «Офир» в номинации «Лучшее исполнение главной мужской роли» («Бесаме мучо»)
- 2003 — «Офир» в номинации «Лучшее исполнение второстепенной мужской роли» («Небесный дар»)
- 2004 — «Офир» в номинации «Лучшее исполнение второстепенной мужской роли» («Нулевой год»)
- 2013 — «Офир» в номинации «Лучшее исполнение второстепенной мужской роли» («Охота на слонов», «Конфеты»)
- 2014 — Премия Израильской академии телевидения, номинация «Лучший актёр драматического сериала» («Ячейка Гординых»)